# Danilia telebatha
Danilia telebatha là một loài ốc biển, là động vật thân mềm chân bụng sống ở biển thuộc họ Chilodontidae.